# Genie in a Bottle
"Genie in a Bottle", udgivet 1999, er titlen på den første single fra den amerikanske sangerinde, Christina Aguileras debutalbum, Christina Aguilera. Som den første 'store' single fra Aguilera regnes den som hendes debut – selvom nummeret "Reflection" fra tegnefilmen Mulan teknisk set er hendes første udgivelse. Singlen gik til tops på den amerikanske hitliste, Billboard Hot 100; en position, den havde gennem fem uger. Den gik også nummer ét i England.
| Musik | Spire Denne musikartikel er en spire som bør udbygges. Du er velkommen til at hjælpe Wikipedia ved at udvide den. |